# Собесенкі (Великопольське воєводство)
Собесенкі (пол. Sobiesęki) — село в Польщі, у гміні Бжезіни Каліського повіту Великопольського воєводства.
Населення — 299 осіб (2011).
У 1975-1998 роках село належало до Каліського воєводства.

## Демографія
Демографічна структура станом на 31 березня 2011 року:
|          | Загалом | Допрацездатний вік | Працездатний вік | Постпрацездатний вік |
| -------- | ------- | ------------------ | ---------------- | -------------------- |
| Чоловіки | 151     | 42                 | 98               | 11                   |
| Жінки    | 148     | 33                 | 88               | 27                   |
| Разом    | 299     | 75                 | 186              | 38                   |